# Litsea longistaminata
Litsea longistaminata là loài thực vật có hoa trong họ Nguyệt quế. Loài này được (H. Liu) Kosterm. miêu tả khoa học đầu tiên năm 1968.